# Wanda Moens-serie
De Wanda Moens-serie is een reeks van drie meisjesboeken, in 1952-1955 gepubliceerd onder de naam Sylvia Sillevis, een pseudoniem van Willem van den Hout, meest bekend als Willy van der Heide van de Bob Evers-serie. In 1978 werden de boeken herdrukt.

## Ontstaansgeschiedenis
In 1979 heeft de auteur, in de autobiografische schets 'Meisjesboeken schrijven met een Halve Snor' onthuld hoe het idee voor de reeks ontstond. 'Ik loop,' aldus de uitgever tegen de auteur, 'al tijden rond met het idee om een serie vlotte en moderne meisjesboeken op de markt te brengen. Maar ik kan nergens een vrouw vinden die ze schrijven kan.' Volgens de auteur zelf ontbreekt het vrouwen aan de benodigde fantasie: 'Kort samengevat: in de eerste tien boeken komen er geen bedden en geen boterbriefjes aan te pas. Dan hou je het eindeloos vol. Maar je schijnt het brein van een man nodig te hebben om al die intriges uit te denken.' Daarop biedt de uitgever hem een contract aan.

Later probeert Weehuizen, dan hoofdredacteur van de Margriet en de Donald Duck, Sylvia Sillevis te bereiken. Van der Heide neemt contact met hem op en vraagt wat ze van haar willen. '"Ach - da's geen groot geheim: die juffrouw is op het ogenblik de enige in Nederland, die vlotte, leuke, moderne meisjesboeken kan schrijven in de stijl die wij hier nodig hebben. (...) Wij willen, als het kan, een compleet feuilleton van haar plaatsen. In twaalf of dertien afleveringen, of zo."' Hierop meldt Van der Heide dat hij haar manuscripten corrigeert en dus weet dat Drie meisjes en een Vakantiekamp net af is. Dit verschijnt dan in 1955-56 als serie in het tijdschrift.

## Sylvia Sillevis
'Enkele dagen later,' aldus de auteur over de periode na de overeenkomst met zijn uitgever voor de meisjesboeken, 'werd ik midden in de nacht wakker met de naam voor de pasgeboren schrijfster: Sylvia Sillevis, en daarna liet de zaak me niet meer los.'
Achter op de herdrukken van decennia later staat kennelijk pas achteraf tot verzonnen mystificerende informatie over de auteur: 'Toen de (te jong) gestorven schrijfster van deze serie meisjesboeken Sylvia Sillevis, door een tragisch ongeluk kwam te overlijden, had zij minstens tien boeken in deze reeks gepland. (...) Het is diep te betreuren, dat Sylvia Sillevis zo jong aan het eind van haar leven kwam, anders was deze serie zonder twijfel een van de meest succesvolle in Nederland geworden.' In elk geval stonden meer dan drie boeken in de planning: het derde deel eindigt er net als de eerste twee mee dat de drie meisjes een vervolgbaan aangeboden krijgen van een der personages, in dit geval mevrouw Meredith.

## De hoofdpersonen
Nadat de auteur een pseudoniem heeft gevonden, ontstaat de rest zonder moeite: 'En als vanzelf groeiden er daarna drie meisjestypes uit het niets, met geheel verschillende wimpers, boezems, aard en karakters. En even onvermijdelijk ging daarna het eerste boek ontstaan.'
- Wanda Moens: bedachtzaam, verstandig karakter, met 21 jaar de oudste en in elk avontuur de aanvoerster van de groep. Van de drie heeft zij het minst aantrekkelijke uiterlijk, mooie ogen maar een beetje plomp figuur. Vader was planter op Java en stierf in een Jappenkamp aldaar, zijn weduwe en enig kind een fortuin nalatende.
- Thea Mondriaan: enige maanden jonger dan Wanda, licht ontvlambaar in de liefde, blond, uit een gezin van zeven.
- Pop Pluvier: bijna 20, begiftigd met het fraaiste uiterlijk van de drie. Zit vol impulsieve grollen en ingevingen. Sportieve natuur, balletdanseres. Uit een gezin zonder veel geld.

Hoewel het aantal personen anders doet vermoeden, is hier geen sprake van een soort Bob Evers Voor Meisjes. Daarvoor zijn de verschillen te groot: de drie karakters lijken niet op die van de Bob Evers-figuren en ook ontbreekt de typische jongensachtige humor van het elkaar ad rem afzeiken. Bovendien heeft de groep in Wanda een duidelijke leidster, waar bij Bob Evers een dergelijke hiërarchie ontbreekt. In plaats daarvan gaan de meisjes veel serieuzer met elkaar om en speelt liefde en verliefdheid steeds een rol. Ook zijn de avonturen minder sensationeel.

## De serie
Een opmerkelijk aspect is de estafette-achtige constructie, waarbij elk avontuur uit het vorige voort lijkt te komen. In het eerste deel over de cafetaria is een jonge Engelse lord vrijwel vanaf het begin aanwezig. Hij biedt de meiden de betrekking in het kasteel aan waar deel twee speelt. In dat kasteel maken ze weer kennis met een zoon van een ondernemer in vakantiekampen en zo krijgen ze de betrekking die tot deel drie leidt. Ook deel drie zelf eindigt op die wijze, dus kennelijk had de auteur nog een vierde deel in gedachten.
Drie meisjes en een Cafetaria
In Drie meisjes en een Cafetaria vallen de drie gedurende enkele warme juli-dagen in voor uitbater Dick Hennemans van de Smultaria te Scheveningen. Het avontuur behelst naast de gang van zaken in het etablissement zelf een smokkel met deviezen en een geheimzinnige diefstal waar stamgast Van Woudrichem bij betrokken is. Aan het slot biedt stamgast Howard Birkenfoote de drie een baan aan op een heus Engels kasteel. Het boek telt 18 hoofdstukken.
Drie meisjes en een Lord
In Drie meisjes en een Lord bevinden de drie zich een week in een kasteel buiten Londen, waar zij de grillen van de oude Lord Birkenfoote dienen in te willigen. Verder behelst het avontuur diefstal van tafelzilver en een test van de oprechtheid van de liefde van Francis Sinclair voor Kiddy Birkenfoote, de 19-jarige dochter van de Lord. Aan het slot stelt een van haar vrienden, Dumdum Oberon, de drie voor om de rest van de vakantietijd te werken in een van de vakantiekampen van zijn vader. Het boek telt twintig hoofdstukken.
Drie meisjes en een Vakantiekamp
De derde titel verscheen in 1955-56 eerst als feuilleton in het weekblad Margriet onder de titel Drie meisjes rumoer. In Drie meisjes en een Vakantiekamp gaan de drie op uitnodiging van Dumdum uit het vorige avontuur werken op vakantiekamp Holiday Haven aan de Engelse oostkust. Wanda wordt de assistente van de manager en Pop die van de sportbegeleider. Thea is eerder een soort duvelstoejager. Het avontuur behelst fraude met de betalingen voor het verblijf, die de manager in eigen zak steekt, en een juwelendiefstal die inspecteur Griffith van Scotland Yard naar het vakantiekamp leidt. Het boek telt twaalf hoofdstukken, maar door een fout in de nummering (er zijn twee hoofdstukken VIII) lijkt het alsof er slechts elf zijn.